# Наплечные щитки
Напле́чные щитки́ (фр. Ailette) — прямоугольные щитки, похожие на погоны, покрытые геральдикой и изготовленные по той же самой технологии, что и настоящие деревянные щиты. Использовались в Западной и Центральной Европе в XIII веке и в начале XIV века в качестве наплечников и геральдических украшений.